# 内参
内部参考，简称内参，指中华人民共和国新华社在党政系统内部不公开发行的文件，是中华人民共和国党政高层重要的政治信息文件之一。
在新华通讯社内参体系中，最高级别的是《国内动态清样附页》，专门提供给中央政治局常委或委员以及有關官員参阅，一般反映极为重大和紧急的事态。其次是《国内动态清样》和国际《参考清样》，供省部级以上领导和副手、部屬等参阅，主要反映重要动态、敏感问题和重要建议。此外还有面向地市级和司局级的是《内部参考》，反映问题的敏感度比“动态清样”要弱许多。而最低一级的是《内参选编》，主要从《内部参考》和“动态清样”中选出部分不太敏感的内容，每周一期，发至县团级等基层干部內部阅读和討論，不過政治尺度仍較公開內容更為鬆綁。
除了新华通讯社之外，其他国营媒体也出版不同形式的内部出版刊物。这些刊物包括人民日报社的《群众来信摘编》《情况汇编》《情况汇编特刊》、光明日报社的《情况反映》、中国青年报社的《青年来信摘编》、上海解放日报社的《情况简报》等。
内参的内容包括与政治有关的核心敏感内容，如领导群體有关政治風波事件的态度和决策方向等。与中国大陆公开发行的报刊中对领导人讲话的报道相比，内参的主旨很明确直接，無所不談。
有中国大陆记者和学商界人士称，自习近平上台以来，内参的报道尺度也逐渐变小。

## 内參片
在文革期间，除文件外在电影方面也有"内參片"，不受常規的電影審查約束。内參片為未公映或不准公映的境外電影，正如内參文件一般，分級別向相應官階軍銜的“幹部”供應，有的可在幹部大院放映，有的僅供中共中央個別高官，成爲一種特供。文化大革命期間，大衆只能看到八個样板戏（包括文革后期少量新拍摄的影片）和部分阿尔巴尼亚、朝鲜等国的電影；與此相對，内參片在當時數量龐大。
文革结束后，绝大部分内参片被解禁，普通民众从此也可观看。